# Peggy Converse
Pour les articles homonymes, voir Converse.
Peggy Converse, née le 3 avril 1905 à Oregon City (Oregon) et morte le 2 mars 2001 à Los Angeles (Californie), est une actrice américaine.

## Biographie
Peggy Converse entame sa carrière au théâtre et joue notamment à Broadway (New York) dans deux pièces, Miss Quis de Ward Morehouse (en) (1937, avec Walter Baldwin et Jessie Royce Landis), puis une adaptation du roman Les Hauts de Hurlevent d'Emily Brontë (1939, avec Edith Barrett et Francis Compton).
Au cinéma, elle contribue à dix-huit films américains, depuis Ma sœur est capricieuse d'Alexander Hall (1942, avec Rosalind Russell et Brian Aherne) jusqu'à Voyageur malgré lui de Lawrence Kasdan (1988, avec William Hurt et Kathleen Turner). Entretemps, citons L'Engrenage fatal d'Anthony Mann (1947, avec John Ireland et Sheila Ryan), ainsi que les deux westerns La Ruée sanglante de Phil Karlson (1954, avec Robert Francis et Donna Reed) et La Journée des violents de Harry Keller (1958, avec Fred MacMurray et Joan Weldon).
À la télévision américaine, elle apparaît dans vingt-trois séries, les deux premières en 1954. Suivent entre autres Perry Mason (deux épisodes, 1957-1960), Alfred Hitchcock présente (un épisode, 1960) et le feuilleton Des jours et des vies (sept épisodes, 1981). Sa dernière série est Petite Merveille (un épisode, 1986). S'ajoutent deux téléfilms en 1978 et 1979.
En 1943, Peggy Converse épouse en secondes noces l'acteur Don Porter (1912-1997), dont elle reste veuve jusqu'à sa mort en 2001, à 95 ans.

## Théâtre à Broadway (intégrale)
- 1937 : Miss Quis de Ward Morehouse (en) : Crickett
- 1939 : Les Hauts de Hurlevent (Wuthering Heights), adaptation par Randolph Carter du roman éponyme d'Emily Brontë : Isabella Linton[1]

## Filmographie partielle

### Cinéma

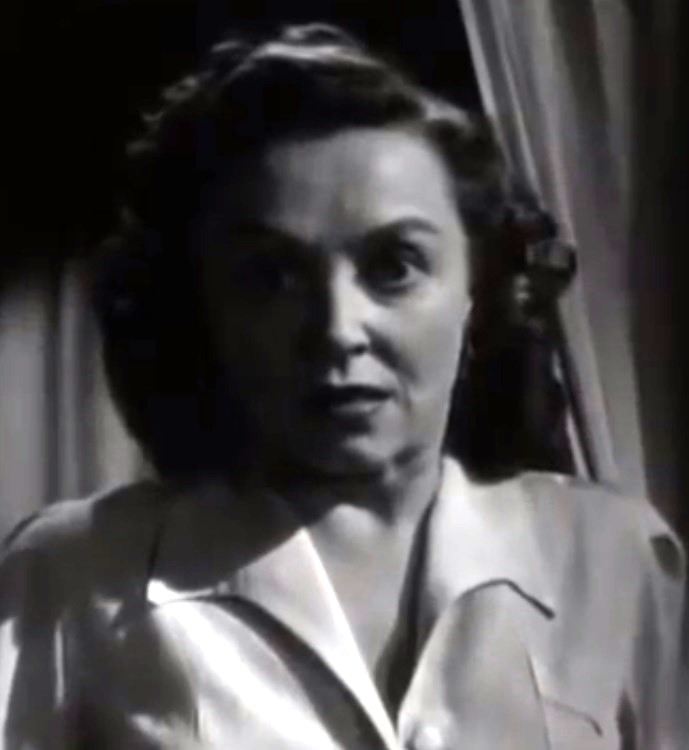
Dans L'Engrenage fatal (1947)

- 1942 : Ma sœur est capricieuse (My Sister Eileen) d'Alexander Hall : une réceptionniste
- 1946 : The Brute Man de Jean Yarbrough : Mme Obringer
- 1947 : L'Engrenage fatal (Railroaded!) d'Anthony Mann : Marie Weston
- 1950 : Les Cinq Gosses d'oncle Johnny (Father Is a Bachelor) d'Abby Berlin (en) et Norman Foster : Geneviève Cassin
- 1950 : Poison blanc (Borderline) de William A. Seiter : une suspecte interrogée par Whittaker
- 1953 : La Belle du Pacifique (Miss Sadie Thompson) de Curtis Bernhardt : Margaret Davidson
- 1954 : La Ruée sanglante (They Rode West) de Phil Karlson : Martha Walters
- 1954 : L'Aigle solitaire (Drum Beat) de Delmer Daves : Julia Grant
- 1958 : La Journée des violents (Day of the Bad Man) de Harry Keller : Mme Quary
- 1958 : Le Décapité vivant (The Thing That Couldn't Die) de Will Cowan (en) : Flavia McIntyre
- 1958 : Voice in the Mirror de Harry Keller : Harriet Cunningham
- 1988 : Voyageur malgré lui (The Accidental Tourist) de Lawrence Kasdan : Mme Barrett

### Télévision
(séries, sauf mention contraire)
- 1957-1960 : Perry Mason
  - Saison 1, épisode 9 The Case of the Vagabond Vixen (1957) de Christian Nyby : Myrtle Northrup
  - Saison 4, épisode 1 The Case of the Treacherous Toupee (1960) de Richard Kinon : Sybil Basset
- 1958 : Mike Hammer (Mickey Spillane's Mike Hammer, première série), saison 1, épisode 11 A Grave Undertaking de Boris Sagal : Margaret Reed
- 1958 : Monsieur Ed, le cheval qui parle (Mister Ed), épisode pilote Le Monde merveilleux de Wilbur Pope (The Wonderful World of Wilbur Pope) d'Arthur Lubin : Mme Bagby
- 1960 : Alfred Hitchcock présente (Alfred Hitchcock Presents), saison 5, épisode 18 Backward, Turn Backward de Stuart Rosenberg : Mme Lyons
- 1979 : The Best Place to Be, téléfilm de David Miller : Jean Callaghan
- 1981 : Des jours et des vies (Days of our Lives), feuilleton, 7 épisodes (non spécifiés) : la mère supérieure
- 1982 : Hôpital central (General Hospital), feuilleton, épisode du 22 mars (sans titre) : Mme Calhoun
- 1986 : Petite Merveille (Small Wonder), saison 1, épisode 24 The Grandparents : la grand-mère Lawson

## Note et référence
1. ↑  Rôle tenu par Geraldine Fitzgerald dans l'adaptation au cinéma de 1939 sous le même titre.